# Karlheinz Hecht
Karlheinz Hecht (* 24. Juni 1928 in München) ist ein deutscher Anglist und Hochschullehrer für Didaktik der Englischen Sprache und Literatur.

## Leben und Wirken
Karlheinz Hecht besuchte Grundschule und humanistisches Gymnasium in seiner Geburtsstadt München. Ab 1950 studierte er Anglistik, Germanistik, Geschichte, Pädagogik und Philosophie an der Universität München. 1952/53 war er als Fulbright-Austauschstudent an der Iowa State University. Das erste und zweite Staatsexamen für den höheren Schuldienst legte er 1956 bzw. 1958 an der Universität München ab. Über viele Jahre war Hecht als Lehrer im Schuldienst tätig, u. a. lehrte er aber auch an der University of Maryland deutsche Sprache und Geschichte. Von 1964 bis 1974 war er außerdem als Dozent an der Pädagogischen Hochschule München tätig. Im Jahre 1970 promovierte er nach der Fortsetzung seines Studiums an der Universität München bei Fritz Sippel. 1975 übernahm er dann eine ordentliche Professur für Didaktik der englischen Sprache an der Universität München. 1993/94 ging er in den Ruhestand. Seine Nachfolgerin wurde Friederike Klippel.

## Veröffentlichungen (Auswahl)
- Linguistische, sprachpsychologische und didaktische Prinzipien des Englischunterrichts in der Hauptschule. Eine methodengeschichtliche-kritische Untersuchung. Augsburg 1970 (= Dissertation Universität München).
- Englisch, Sekundarstufe I. Unterrichtsplanung und Unterrichtsgestaltung. Zwei Teile. Auer, Donauwörth 1974/1977 (3. Aufl. 1982, ISBN 3-403-00519-4 und ISBN 3-403-00700-6).
- (mit Ludwig Waas): Englischunterricht konkret. Linguistische und didaktische Grundlagen, Stundentypen, Übungsformen. Auer, Donauwörth 1980, ISBN 3-403-01042-2 (5. Aufl. 1998).
- (mit Peter S. Green): Fehleranalyse und Leistungsbewertung im Englischunterricht der Sekundarstufe I. Auer, Donauwörth 1983, ISBN 3-403-01525-4.
- Fremdsprachenunterricht in der Schule heute. Ziele, Wünsche und Wirklichkeit. In: Engagement. Zeitschrift für Erziehung und Schule, Jg. 1986, H. 4, S. 322–331.
- Grammatische Kompetenz und Performanz. Ein Forschungsbericht. In: Die neueren Sprachen, N.F. Bd. 88 (1989), H. 6, S. 573–590.
- (mit Peter S. Green): Implicit and explicit grammar. An empirical study. In: Applied linguistics, Bd. 13 (1992), H. 2, S. 168–184.
- (mit Peter S. Green): Pupil self-correction in oral communication in English as a foreign language. In: System. An international journal of educational technology and applied linguistics, Bd. 21 (1993), H. 2, S. 151–163.
- (mit Peter S. Green): Language awareness of German pupils. In: Language awareness, Bd. 2 (1993), H. 3, S. 125–142.
- Lernziel: Sprachbewußtheit. In: Die neueren Sprachen, N.F., Bd. 93 (1994), H. 2, S. 128–147.

Außerdem war Hecht Mitarbeiter an Schullehrbüchern für den Englischunterricht.